# Naturschutzgebiet Willertshagener Wiesen
Das Naturschutzgebiet Willertshagener Wiesen ist ein 5,19 ha großes Naturschutzgebiet (NSG) südlich vom Dorf Willertshagen bzw. östlich der Autobahnabfahrt Meinerzhagen der Bundesautobahn 45 in der Stadt Meinerzhagen im Märkischen Kreis in Nordrhein-Westfalen. Das NSG wurde 2001 vom Kreistag des Märkischen Kreises mit dem Landschaftsplan Nr. 6 Meinerzhagen ausgewiesen.

## Gebietsbeschreibung
Bei dem NSG handelt es sich um das Wiesental der Lister. Am Fluss befindet sich ein lückiger Gehölzsaum mit Erlen und Weiden. In der Aue befinden sich Wiesen und Weiden. Der nördlichste Wiesenbereich im NSG wird von mehreren Entwässerungsgräben durchzogen. In größeren Trupps kommt der Eisenhutblättriger Hahnenfuß vor.

## Schutzzweck
Das Naturschutzgebiet wurde „zur Erhaltung, Wiederherstellung und Optimierung eines überwiegend grünlandgeprägten Mittelgebirgstales als Lebensraum für zahlreiche gefährdete Pflanzen- und Tiergemeinschaften“ ausgewiesen. Wie bei anderen Naturschutzgebieten in Deutschland wurde in der Schutzausweisung darauf hingewiesen, dass das Gebiet „wegen der landschaftlichen Schönheit und Einzigartigkeit“ zum Naturschutzgebiet wurde.
Im NSG ist es verboten das Grünland vor dem 15. Juni zu mähen.